# .pm
.pm — в Інтернеті, національний домен верхнього рівня (ccTLD) для островів Сен-П'єр і Мікелон.